# Stephen Moyer
Stephen Moyer (født 11. oktober 1969) er en engelsk skuespiller, kendt for sin rolle som vampyren Bill i serien True Blood og for sin mindre rolle i Starter Wife.

## Privatliv
Moyer er født i Brentwood, Essex. Studerede på London Academy of Music and Dramatic Art, han har en søn, Billy, født i 2000 og en datter, Lilac, født i 2002.
Han blev gift med Anna Paquin i 2010, som spillede hans kæreste i serien True Blood.

## Filmografi

### Film
- Prince Valiant (1997)
- Comic Act (1998)
- Quills (2000)
- Trinity (2001)
- Deadlines (2004)
- Undiscovered (2005)
- 88 Minutes (2007)
- Alternate Endings (2007)
- Restraint (2008)
- Open House (2010)
- The Caller (2010)
- Ice (2010)
- Master Class (2010)
- Priest (2011)

### Tv
- Conjugal Rites (1993-1994)
- Castles (1995)
- Lord of Misrule (1996)
- Cadfael (1996)
- A Touch of Frost (1997)
- The Grand (1997)
- Ultraviolet (1998)
- Highlander: The Raven (1999)
- Midsomer Murders (1999)
- Life Support (1999)
- Cold Feet (1999)
- The Secret (2000)
- Sunburn (2000)
- Peak Practice (2000)
- Princess of Thieves (2001)
- Men Only (2001)
- Uprising (2001)
- Menace (2002)
- Perfect (2003)
- Entrusted (2003)
- NY-LON (2004)
- The Final Quest (2004)
- Waking the Dead (2005)
- Casualty (2006)
- Lillies (2007)
- The Starter Wife (2007)
- Empathy (2007)
- True Blood (2008-14)

## Awards og nomineringer
Scream Awards 2009 – Vundet: Den bedste skuespiller i en gyserfilm, True Blood.
Teen Choice Award 2009 – Nomineret: Sommer TV stjerne for mænd, True Blood.
Saturn Award 2010 – Nomineret: Bedste skuespiller i TV, True Blood.